# Eumetazoa
Eumetazoa of orgaandieren vormen een belangrijke clade in het dierenrijk: de zustergroep van de Porifera (sponzen). Vrijwel alle dieren behoren tot de Eumetazoa. Het zijn organismen met volledig gedifferentieerde weefsels, zoals bindweefsel, epitheel, zenuwweefsel en spierweefsel. De weefsels zijn georganiseerd in twee of drie kiembladen en differentiëren zich meestal tot echte organen. De embryonale ontwikkeling van Eumetazoa kenmerkt zich door een gastrula-stadium.
Sommige fylogenetici vermoeden dat de sponzen en Eumetazoa afzonderlijk zijn geëvolueerd uit eencellige organismen, wat zou betekenen dat het dierenrijk geen monofyletische groep is. Genetische onderzoeken en enkele morfologische kenmerken, zoals de aanwezigheid van choanocyten, wijzen echter op een gemeenschappelijke oorsprong.
Binnen de Eumetazoa kan onderscheid gemaakt worden tussen de Radiata (dieren die radiaal symmetrisch zijn) en de Bilateria (dieren die tweezijdig symmetrisch zijn). Wanneer Eumetazoa beschouwd wordt als een formeel taxon, wordt ze doorgaans gerangschikt als een onderrijk. De term Metazoa wordt, in tegenstelling tot Eumetazoa, vaak gebruikt om te verwijzen naar het algehele dierenrijk, dus als synoniem met Animalia.

## Evolutie
Zowel de interpretatie van het fossielenbestand als genetische analyses zoals de moleculaire klok wijzen er beiden op dat de evolutionaire oorsprong van de Eumetazoa in het Ediacarium (635–541 Ma) ligt. Van de vroegste vertegenwoordigers is waarschijnlijk maar weinig gefossiliseerd. Andere interpretaties van moleculaire klokken suggereren dat de Eumetazoa al eerder verschenen. De ontdekkers van Vernanimalcula, het oudste tweezijdig symmetrische diertje, beschrijven dat dit dier al leefde tijdens de Marinoïsche ijstijd in het Cryogenium, wat een nog vroegere oorsprong van de Eumetazoa impliceert.
Eumetazoa kenmerken zich door verschillende synapomorfieën (afgeleide kenmerken). Ze hebben een synaptisch zenuwstelsel, goed ontwikkelde gonaden, duidelijk te onderscheiden kiemlagen en een symmetrisch lichaam. Op celniveau zijn Eumetazoa te herkennen aan gap junctions, het basale lamina en gestreepte myofibrillen. Het ontbreken van dergelijke kenmerken bij sommige soorten is toe te schrijven aan een secundaire ontwikkeling.

## Taxonomie
- Onderrijk: Orgaandieren (Eumetazoa)
  - Radiata
    - Stam: Neteldieren (Cnidaria)
    - Stam: Ribkwallen (Ctenophora)
    -  Bilateria
    - Superstam: Deuterostomia
      - Stam: Chordadieren (Chordata)
      - Stam: Kraagdragers (Hemichordata)
      - Stam: Stekelhuidigen (Echinodermata)
      -  Stam: Xenacoelomorpha

    - Protostomia (Oermondigen)
      - Superstam: Ecdysozoa
        - Stam: Stekelwormen (Kinorhyncha)
        - Stam: Corsetdiertjes (Loricifera)
        - Stam: Peniswormen (Priapulida)
        - Stam: Rondwormen (Nematoda)
        - Stam: Paardenhaarwormen (Nematomorpha)
        - Stam: Fluweelwormen (Onychophora)
        - Stam: Beerdiertjes (Tardigrada)
        -  Stam: Geleedpotigen (Arthropoda)

      - Superstam: Platyzoa
        - Stam: Platwormen (Platyhelminthes)
        - Stam: Buikharigen (Gastrotricha)
        - Stam: Raderdieren (Rotifera)
        - Stam: Haakwormen (Acanthocephala)
        - Stam: Tandmondwormen (Gnathostomulida)
        - Stam: Kransdiertjes (Cycliophora)
        -  Stam: Micrognathozoa

      -  Superstam: Lophotrochozoa
        - Stam: Pindawormen (Sipuncula)
        - Stam: Snoerwormen (Nemertea)
        - Stam: Hoefijzerwormen (Phoronida)
        - Stam: Mosdiertjes (Bryozoa)
        - Stam: Kelkwormen (Entoprocta)
        - Stam: Armpotigen (Brachiopoda)
        - Stam: Weekdieren (Mollusca)
        - Stam: Ringwormen (Annelida)

incertae sedis:
-   - Stam: Pijlwormen (Chaetognatha)
  - Stam: Orthonectida
  -  Stam: Rhombozoa (Dicyemida)